# Alan III Rebrit
Alan III de Bretanya o Alan III Rebrit (997-1 d'octubre de 1040) fou duc de Bretanya i comte de Rennes de 1008 a 1040, fill i successor de Jofré I de Bretenya o Geoffroi Berenguer, i d'Havoisa de Normandia. Descendent d'Erispoe, es va atribuir de vegades el títol de rei de Bretanya.

## Biografia
Amb 10 anys a la mort del seu pare, es va recolzar en la seva mare Havoisa de Normandia (morta el 22 de febrer de 1034), i després en els bisbes de Nantes (Gautier II) i de Vannes (el seu oncle Judicael de Vannes), així com en l'arquebisbe de Dol (Junguené). La minoria del duc va estar marcada per una revolta camperola i per una revolta nobiliària: certs nobles volien imposar el seu oncle, Judicael de Vannes fill il·legítim de Conan I, com a duc de Bretanya.
Alan III va enfrontar en assolir el poder personalment, primer al comte d'Anjou (1026-1028): amb l'ajuda d'Alan Canhiart va donar suport al comte del Maine, Herbert, contra Folc III Nerra d'Anjou. El 1030 fou atacat pel seu cosi el duc de Normandia Robert el Magnífic (Robert I de Normàndia): derrotat va haver de retre-li homenatge al Mont-Saint-Michel. Robert, després de la reconciliació, quan va marxar en peregrinació a Jerusalem li va confiar la tutela del seu hereu Guillem el Bastard o el Bord (1034).
Després d'un confosa guerra contra Alan Canhiart, va donar suport al bisbe de Nantes Gautier II, contra Budic comte de Nantes: el 1033, mercès a les negociacions fetes per Junguené, bisbe de Dol-de-Bretagne, el comté de Nantes va retornar a l'obediència als ducs de Bretanya.
Després de la mort de la seva mare, Havoisa de Normandia, el seu germà Eudes o Odó va reclamar territoris. La mediació de Judicael de Vannes i de Robert de Normandia va portar el 1035 a la constitució com atribució personal de les terres de Penthièvre amb algunes senyores, en favor d'Eudes o Odó, llavors conegut com a Eudes, Odó o Eó I de Penthièvre qui en serà el primer comte.
Robert el Magnífic va morir el 1035 al retorn del seu pelegrinatge, i Alan III va intervenir llavors a Normandia amb l'excusa de la protecció dels drets del seu pupil Guillem, el futur Guillem el Conqueridor (Guillem II de Normandi i després Guillem I d'Anglaterra), amenaçat per la revolta d'una part de la noblesa normanda. De fet va reivindicar el ducat per a si mateix com net del duc Ricard I de Normandia per la seva mara Havoisa. L'expedició fou un fracàs i Alan III va morir durant aquesta campanya a Vimoutiers el 1040, víctima d'un enverinament. Fou enterrat amb els primers ducs de Normandia a l'església abacial de la Trinitat a Fécamp.

### Matrimoni i descendència
Casat el 1018 amb Berta de Blois, filla d'Eudes II de Blois, comte de Blois, va tenir dos fills:
1. Conan, duc de Bretanya com a Conan II de 1040 a 1066,
2. Havoisa de Bretanya, que es va casar abans de 1058 amb Hoel de Cornualla, la qual va succeir a Conan II el 1066 com a duquessa de Bretanya.

D'una concubina desconeguda Alan III va deixar un fill il·legítim:
- Geoffroy Grenonat le Moustachu (el del Bigoti), comte de Rennes el 1066.

Emma de Bretanya, que fou muller de Robert de Bruges i mare de Robert de Brusse també es considera que fou filla d'Alan III. El seu fill és l'avantpassat del casal dels Bruce d'Escòcia.